# Indianola Mississippi Seeds
Indianola Mississippi Seeds je studiové album B. B. Kinga, vydané v roce 1970. Album vyšlo u MCA Records a jeho producentem byl Bill Szymczyk.

## Seznam skladeb
| Pořadí         | Název                             | Délka |
| -------------- | --------------------------------- | ----- |
| 1.             | Nobody Loves Me But My Mother     | 1:26  |
| 2.             | You're Still My Woman             | 6:04  |
| 3.             | Ask Me No Questions               | 3:08  |
| 4.             | Until I'm Dead and Cold           | 4:45  |
| 5.             | King's Special                    | 5:13  |
| 6.             | Ain't Gonna Worry My Life Anymore | 5:18  |
| 7.             | Chains and Things                 | 4:53  |
| 8.             | Go Underground                    | 4:00  |
| 9.             | Hummingbird                       | 4:36  |
| Celková délka: | Celková délka:                    | 39:20 |

## Personnel
- B.B. King – kytara, piáno, zpěv
- Joe Walsh – kytara
- Hugh McCracken – kytara
- Carole King – piáno, elektrické piáno
- Leon Russell – piáno
- Paul Harris – piáno
- Bryan Garofalo – baskytara
- Gerald Jemmott – baskytara
- Russ Kunkel – bicí
- Herb Lovelle – bicí